# Xã Leval, Quận Nelson, Bắc Dakota
Xã Leval (tiếng Anh: Leval Township) là một xã thuộc quận Nelson, tiểu bang Bắc Dakota, Hoa Kỳ. Năm 2010, dân số của xã này là 29 người.